# هامفری سرل
هامفری سرل (انگلیسی: Humphrey Searle؛ ۲۶ اوت ۱۹۱۵ – ۱۲ مه ۱۹۸۲) یک آهنگساز اهل انگلستان بود.
وی علاوه‌بر آهنگسازی باله و اپرا آهنگساز فیلم‌هایی همچون آدم‌برفی نفرت‌انگیز و قانون و بی‌نظمی بوده‌است.